# Ha Giang (provincie)
Ha Giang (vietnamsky Hà Giang) je provincie na severu Vietnamu. Žije zde přes 705 tisíc obyvatel, 20 různých etnik a každé z nich pořádá několik festivalů a oslav. Hlavním městem provincie je Ha Giang.

## Geografie
V rámci Vietnamu sousedí s provinciemi Lao Cai, Yen Bai, Tuyen Quang a Cao Bang. Na severu sousedí s Čínou, konkrétně s provincií Jün-nan.